# Emanuele Trevi
Emanuele Trevi (Roma, 7 gennaio 1964) è un critico letterario e scrittore italiano.

## Biografia
Figlio dello psicoanalista junghiano Mario Trevi e della neurologa Eleonora Trevi D'Agostino, anche lei psicoterapeuta, si appassiona fin da giovane alla scrittura. Ha debuttato nella narrativa nel 2003 con I cani del nulla, uscito presso Einaudi Stile Libero. È stato direttore creativo (con Arnaldo Colasanti) della Fazi editore, ha curato una collana presso Quiritta editore e, con Marco Lodoli, l'antologia scolastica Storie della vita edita da Zanichelli. Autore anche di molti saggi, dall'introduzione a Il mio Carso di Scipio Slataper, all'intervista per «Paris Review» a Milan Kundera, dalla collaborazione per la parte delle prose all'edizione di Lucio Felici delle opere di Giacomo Leopardi, alla presentazione di una collezione di saggi di Viktor Borisovič Šklovskij; ha curato ancora opere di Emilio Salgari, John Fante, Gabriella Sica, Goffredo Parise, Giosetta Fioroni, Giorgio Manganelli, Ferenc Molnár, Edmondo De Amicis, Henri Michaux. Nel 2012 con il romanzo Qualcosa di scritto viene nominato nella cinquina del Premio Strega, arrivando secondo per soli due punti. Il libro ottiene il Premio letterario Boccaccio nella sezione Narrativa 2012
Con il libro-reportage sul poeta Pietro Tripodo, "Senza verso. Un'estate a Roma" edito da Laterza ha vinto il Premio Sandro Onofri. Con Il libro della gioia perpetua, ha vinto il Premio Napoli nel 2010. Con il romanzo Il popolo di legno, tradotto in francese, con i tipi dell'editore "Actes Sud", ha vinto il 19 gennaio 2018, il Prix Marco Polo Venise, per il miglior romanzo italiano tradotto nel 2017 in francese. Il premio gli è consegnato durante una cerimonia presso l'Ambasciata italiana a Parigi. Con Sogni e favole (Ponte alle Grazie, 2019), ha vinto il Premio Viareggio per la narrativa e la XVIII edizione del Premio Pianeta Azzurro - I Contemporanei, creato dalla scultrice Alba Gonzales. Collabora con Radio 3 e ha scritto su diverse riviste come Nuovi Argomenti, Il caffè illustrato e su quotidiani quali Il Corriere della sera, la Repubblica, la Stampa e il manifesto. Sposato con la scrittrice Chiara Gamberale dal 2009 al 2011, l'8 luglio 2021 vince il Premio Strega con il libro Due vite, biografia degli scrittori Rocco Carbone e Pia Pera. Ha dedicato il riconoscimento alla madre da poco scomparsa.

## Pensiero
Trevi riprende da Elémire Zolla la teoria iniziatica della letteratura, concependo l'opera scritta come la guida rivelatrice di un percorso graduale a tappe orientato all'«accesso alle verità nascoste dell'esistenza» e come uno strumento di autotrasformazione dell'autore e dei suoi lettori.
Gli interlocutori attuali o intellettuali di Trevi comprendono anche storici delle religioni (Schuré, Corbin, Eliade), narratori (Apuleio, Melville, Collodi, V. Woolf, Joyce), teorici del teatro (Artaud), scrittori e critici (Agamben, Zolla, Citati, Calasso, C. Campo).

## Opere

### Libri
- Istruzioni per l'uso del lupo, Castelvecchi, Roma 1994 e 2002; Elliot Edizioni, Roma 2012, ISBN 978-88-619-2311-9.
- Musica distante: meditazioni sulle virtù, Mondadori, Milano 1997; Ponte alle Grazie, Milano 2012, ISBN 978-88-622-0771-3
- I cani del nulla. Una storia vera, Torino, Einaudi, 2003, ISBN 978-88-061-6418-8.
- Senza verso. Un'estate a Roma, Roma-Bari, Laterza, 2004, ISBN 978-88-420-7461-8.
- L'onda del porto. Un sogno fatto in Asia, Laterza, Roma-Bari 2005, ISBN 978-88-420-7770-1
- E. Trevi-Mario Trevi, Invasioni controllate, Castelvecchi, Roma 2007, ISBN 978-88-761-5209-2
- E. Trevi-Raffaele La Capria, Letteratura e libertà, Fandango Libri, Roma 2009, ISBN 978-88-604-4107-2
- Il libro della gioia perpetua, Milano, Rizzoli, 2010, ISBN 978-88-170-3944-4.
- Qualcosa di scritto. La vita quasi vera di un incontro con Pier Paolo Pasolini, Milano, Ponte alle Grazie, 2012, ISBN 978-88-622-0064-6.
- Il viaggio iniziatico, Roma-Bari, Laterza, 2013, ISBN 978-88-581-0866-6.
- Karénina. Prove aperte d'infelicità, Eir, 2014, ISBN 978-88-693-3335-4. coautrice Sonia Bergamasco
- Il popolo di legno, Torino, Einaudi, 2015, ISBN 978-88-062-1430-2.
- con Giovanna Silva, Ontani a Bali, Humboldt, 2016, ISBN 978-88-993-8515-6.
- Sogni e favole, Milano, Ponte alle Grazie, 2019, ISBN 978-88-622-0851-2.
- Due vite, Vicenza, Neri Pozza, 2020, ISBN 978-88-545-2046-2.
- Viaggi iniziatici. Percorsi, pellegrinaggi, riti e libri, Torino, UTET, 2021, ISBN 978-88-511-8546-6.
- L'onda del porto. Un sogno fatto in Asia, Vicenza, Neri Pozza, 2022, ISBN 978-88-545-2482-8.
- La casa del mago, Firenze, Ponte alle Grazie, 2023.

### Curatele
- Anonimo Fiorentino, Storia di fra' Michele Minorita, Collana «Minima» n.16, Roma, Salerno, 1991, ISBN 978-88-840-2065-9.
- Tavola ritonda, Collezione Classici Rizzoli, Milano, Rizzoli, 1999, ISBN 978-88-171-8944-6. [classico italiano del XIV secolo]
- a cura di Marco Lodoli e E. Trevi, Storie della vita. L'antologia come un romanzo, Bologna, Zanichelli, 2005, ISBN 9788808071576.
- Philip K. Dick, a cura di E. Trevi e Paolo Parisi Presicce, Opere scelte, Milano, I Meridiani Mondadori, 2025, ISBN 9788804732198.

### Introduzioni, prefazioni, postfazioni
- Carlo Collodi, Le avventure di Pinocchio, Roma, Newton Compton, 1992.
- Charles Perrault et AA.VV., I racconti delle fate. Fiabe francesi della Corte del Re Sole, Roma, Newton Compton, 1994.
- Leopardi prosatore, in Giacomo Leopardi, Tutte le poesie e tutte le prose, Roma: Newton Compton, 1997
- Madame de La Fayette, Zayde, Roma: Fazi, 1997
- Intervista con Milan Kundera, Roma: minimum fax, 1999
- Giorgio Manganelli, Il vescovo e il ciarlatano, Roma: Quiritta, 2001
- Henri Michaux, Conoscenza dagli abissi, Macerata: Quodlibet, 2006
- Beppe Salvia, Un solitario amore, Roma: Fandango, 2006
- Goffredo Parise, I movimenti remoti, Roma: Fandango, 2007
- John Fante, Le storie di Arturo Bandini, Torino: Einaudi, 2007
- Bernard Malamud, Ritratti di Fidelman, Roma: minimum fax, 2010
- Leonardo Colombati, Perceber, Roma: Fandango, 2010
- Emilio Cecchi, Pesci rossi, Roma, Elliot, 2015.
- Lionel Trilling, Arte e nevrosi, Roma: Elliot, 2015
- Giuseppe Berto, Il male oscuro, Vicenza, Neri Pozza, 2016.
- Lars Gustafsson, Il pomeriggio di un piastrellista, Milano: Iperborea, 2017
- Paolo Parisi Presicce, Impalcature, Milano: Mimesis, 2017
- Nathalie Sarthou-Lajus, L'arte di trasmettere, Magnano: Qiqajon, 2018
- Elena Gigante, Il suono dell'assenza. Variazioni sul dolore, Bergamo, Moretti e Vitali, 2018.
- Herman Melville, Moby Dick, Milano: Corriere della Sera, 2019
- George Eliot, Il mulino sulla Floss, Vicenza, Neri Pozza, 2019.
- Cesare Garboli, Trenta poesie famigliari di Giovanni Pascoli, Macerata, Quodlibet, 2020.
- Hervé Guibert, L'immagine fantasma, Roma: Contrasto, 2021
- Cesare Garboli, Un uomo pieno di gioia, Roma: minimum fax, 2021
- Vittorio Sereni, Gli immediati dintorni. Primi e secondi, Milano, il Saggiatore, 2024, ISBN 978-88-428-3411-3.

### Articoli degni di nota
- Amore, figura e intendimento. Osservazioni sull'allegoria in Cavalcanti e nella «Vita Nuova» [di Dante Alighieri ], «La Cultura», 27 (1989), 143-154.